# For the Sake of the Song: First Album
| Recensione              | Giudizio        |
| ----------------------- | --------------- |
| AllMusic                | [ 2 ]           |
| Sputnikmusic            | 4.0 (Excellent) |
| Piero Scaruffi          | [ 4 ]           |
| Dizionario del Pop-Rock | [ 5 ]           |
| 24.000 dischi           | [ 6 ]           |

For the Sake of the Song è il primo album di Townes Van Zandt, pubblicato dalla Poppy Records nell'agosto del 1968.

## Tracce
Brani composti da Townes Van Zandt
Lato A
1. For the Sake of the Song – 4:45 – Registrato il 3 aprile 1968 al Bradley's Barn, Mount Juliet, Tennessee
2. Tecumseh Valley – 2:40 – Registrato il 3 aprile 1968 al Bradley's Barn, Mount Juliet, Tennessee
3. Many a Fine Lady – 3:52 – Registrato il 3 aprile 1968 al Bradley's Barn, Mount Juliet, Tennessee
4. Quick Silver Daydreams of Maria – 3:41 – Registrato il 3 aprile 1968 al Bradley's Barn, Mount Juliet, Tennessee
5. Waitin' Around to Die – 2:22 – Registrato nel marzo del 1968 al Bradley's Barn, Mount Juliet, Tennessee

Lato B
1. I'll Be There in the Morning – 2:42 – Registrato il 3 aprile 1968 al Bradley's Barn, Mount Juliet, Tennessee
2. Sad Cinderella – 4:40 – Registrato il 3 aprile 1968 al Bradley's Barn, Mount Juliet, Tennessee
3. The Velvet Voices – 3:12 – Registrato il 3 aprile 1968 al Bradley's Barn, Mount Juliet, Tennessee
4. All Your Young Servants – 3:04 – Registrato il 3 aprile 1968 al Bradley's Barn, Mount Juliet, Tennessee
5. Talkin' Karate Blues – 3:01 – Registrato nel marzo del 1968 al Bradley's Barn, Mount Juliet, Tennessee
6. Sixteen Summers, Fifteen Falls – 2:36 – Registrato il 3 aprile 1968 al Bradley's Barn, Mount Juliet, Tennessee

## Musicisti
- Townes Van Zandt - voce, chitarra
- Altri musicisti non accreditati

Note aggiuntive
- Registrazioni effettuate al Bradley's Barn, Mount Juliet, Tennessee, nel marzo ed il 3 aprile 1968[1]
- Jack Clement e Jim Malloy - produttori (A 7-11 Production)
- Val Valentin - ingegnere delle registrazioni
- Milton Glaser - art direction e design copertina album
- Mickey Newberry - note retrocopertina album[9]